# Урал-6-2
«Урал-6-2» — малокалиберная стандартная винтовка под патрон кольцевого воспламенения .22 Long Rifle для спортивной стрельбы на дистанцию 50 м в упражнениях лежа, стоя и с колена. Является дальнейшим развитием винтовки «Урал-6-1», выпускается на Ижевском машиностроительном заводе в трех основных исполнениях:
- Н — с нормальной кучностью
- П — с повышенной кучностью
- В — с высокой кучностью

## Конструктивные особенности
Оружие создано на единой конструктивной базе с произвольной винтовкой «Урал-5-1», но отличается от неё конструкцией ложи, комплектацией и отсутствием дополнительных регулировок.
Запирание ствола осуществляется поворотом продольно-скользящего затвора, имеющего три симметрично расположенных боевых упора. Ударно-спусковой механизм позволяет без разборки оружия регулировать усилие спуска, характер спуска, предварительный и рабочий ход спускового крючка, а также положение спускового крючка относительно рукоятки ложи.